# Joannes Grapheus
Joannes Grapheus (Aalst, 1502 - 1571) was een vroege drukker die actief was in Antwerpen.
Zijn broer was Cornelis Scribonius Grapheus de stadssecretaris van Antwerpen. Hij trouwde met Elisabeth Van Amersfoort, dochter van Gerhard Amersfoort. Haar zussen trouwden met Franz Birckmann en John Siberch.